# Museu Geològic de la Xina
El Museu Geològic de la Xina (en xinès: 中国 地质 博物馆), és un museu geològic construït l'any 1916, que compta amb més de 200.000 exemplars. El museu està situat a la zona Xisi de Beijing i es va obrir l'1 d'octubre de 1959. És el museu científic geològic més antic de la Xina.
En l'actualitat, el Museu Geològic de la Xina té més de 100.000 mostres geològiques. Molts d'ells són objectes considerats "tresors nacionals", com "el dinosaure gegant de Shandong", el fòssil més complet de dinosaure existent en el món; els fòssils d'aus primitives que es van trobar a l'oest de la província de Liaoning, que té un valor essencial per a la investigació sobre les aus de la zona; els fòssils de dents de Yunnan Yuanmou Man, que canvia l'aparició dels éssers humans a la Xina a un temps molt més primerenc; les perles de pedra, i les decoracions fetes amb ossos desenterrades al lloc de l'home de la cova superior de Zhoukoudian a Beijing; un cristall de cinabri de 237 grams que és conegut com el "Rei de cinabri"; i més de 60 minerals descoberts a la Xina.